# 赫魯皮
50°19′43″N 33°24′9″E / 50.32861°N 33.40250°E
赫魯皮（烏克蘭語：Хрулі），是烏克蘭中部的村莊，隸屬波爾塔瓦州的米爾霍羅德區。該村處於蘇拉河左岸，距離皮索奇基0.5公里和博達克瓦1.5公里，始建於1649年，面積0.94平方公里，海拔高度104米，2001年人口121。